# Żukowszczyzna
Żukowszczyzna (biał. Жукоўшчына, Żukouszczyna; ros. Жуковщина, Żukowszczina) – wieś na Białorusi, w rejonie zdzięcielskim obwodu grodzieńskiego, około 8 km na północ od Zdzięcioła.

## Historia
Co najmniej od II połowy XVIII wieku do drugiej połowy XIX wieku Żukowszczyzna należała do rodziny Korsaków herbu Lis. Pod koniec XIX wieku była własnością Rosjan Doncowych, a w okresie międzywojennym do polskiej rodziny Skorynów.
Po III rozbiorze Polski w 1795 roku Żukowszczyzna, wcześniej należąca do województwa nowogródzkiego Rzeczypospolitej, znalazła się na terenie powiatu słonimskiego (ujezdu) guberni słonimskiej, później litewskiej, grodzieńskiej i mińskiej Imperium Rosyjskiego. Po ustabilizowaniu się granicy polsko-radzieckiej w 1921 roku Żukowszczyzna wróciła do Polski, znalazła się w gminie Zdzięcioł w powiecie słonimskim województwa nowogródzkiego. W 1926 roku cała gmina Zdzięcioł została przyłączona do powiatu nowogródzkiego, od 1945 roku – w ZSRR, od 1991 roku – na terenie Republiki Białorusi. 
W 2009 roku wieś liczyła 413 mieszkańców.

## Dawny pałac

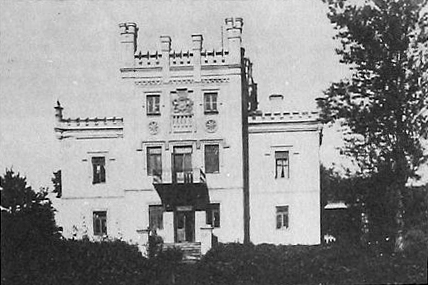
Pałac w dwudziestoleciu międzywojennym

Prawdopodobnie Edmund Korsak (ur. w 1816 roku) zbudował tu około połowy XIX wieku neogotycki pałac. Miał on pięcioosiowy, dwukondygnacyjny korpus główny, założony na planie prostokąta i przylegającą do niego z prawej strony czterokondygnacyjną, czworograniastą wieżę. Wejście do pałacu było przez ganek z dwiema kolumnami podtrzymującymi znajdujący się wyżej balkon. Zarówno budynek główny jak i wieża były u szczytu zdobione zębatymi attykami, charakterystycznymi dla gotyku. Nad balkonem umieszczono tarczę herbową. Pałac został zniszczony po 1939 roku.
Pałac był otoczony parkiem, którego resztki pozostały do dziś.
Majątek w Żukowszczyźnie został opisany w 2. tomie Dziejów rezydencji na dawnych kresach Rzeczypospolitej Romana Aftanazego.